# François Truffaut

François Truffaut och Claude Jade vid premiären av deras tredje komedi, Kärlek på flykt, 1979.

François Roland Truffaut (IPA: /fʁɑ̃swa ʁɔlɑ̃  tʁyfo/), född 6 februari 1932 i Paris, död 21 oktober 1984 i Neuilly-sur-Seine, var en fransk filmregissör, manusförfattare, filmproducent, skådespelare och filmkritiker. Truffaut var en av de viktigaste upphovsmakarna inom den franska nya vågen inom filmen.
François Truffaut är kanske mest känd för debutfilmen De 400 slagen från 1959. Han skrev även manuset till Jean-Luc Godards långfilmsdebut Till sista andetaget (1959). Truffauts film Dag som natt belönades 1974 med en Oscar i kategorin Bästa utländska film.

## Biografi
François Truffaut föddes i februari 1932 i Paris. Hans mor Janine de Monferrand arbetade som sekreterare på tidningen L'Illustration och hans far var okänd. Den 9 november 1933 gifte sig hans mor med arkitekten Roland Truffaut som därefter adopterade François. 1968 anlitade François Truffaut en privatdetektiv för att ta reda på vem hans biologiska far var. Privatdetektiven kom fram till att fadern var tandläkaren Roland Lévy, född 1910 i Bayonne. 
François Truffaut lämnade skolan vid 14 års ålder för att 1953 börja skriva filmkritik för tidskriften Cahiers du cinéma, som andra storheter som Jean-Luc Godard och Alain Resnais också skrev för. Sedermera valde Truffaut att börja regissera och slog igenom stort med debutfilmen De 400 slagen (1959). Det är en film som ofta nämns som en av filmhistoriens viktigaste och bästa filmer.[källa behövs] Den är en osentimental, gripande och delvis självbiografisk barndomsskildring.
I De 400 slagen får publiken för första gången stifta bekantskap med Antoine Doinel, Truffauts alter ego. Denne, spelad av Jean-Pierre Léaud, dyker sedan upp i ytterligare tre av Truffauts långfilmer. I Stulna kyssar (1968), Älskar – älskar inte (1970) och Kärlek på flykt (1979) skildras Doinels och Christine Darbons (Claude Jade) tilltagande vuxenhet och vidare erfarenheter av livet.
År 1962 följde François Truffaut upp med den kritikerrosade Jules och Jim, med bland andra Jeanne Moreau.
Han medverkade även som skådespelare i filmer och bland dem kan nämnas Steven Spielbergs Närkontakt av tredje graden (1977).
Truffaut var gift 1957–1965 med Madeleine Morgenstern. 1968 var han förlovad med skådespelaren Claude Jade. Hans sista följeslagare var från 1981 skådespelaren Fanny Ardant.

### Död

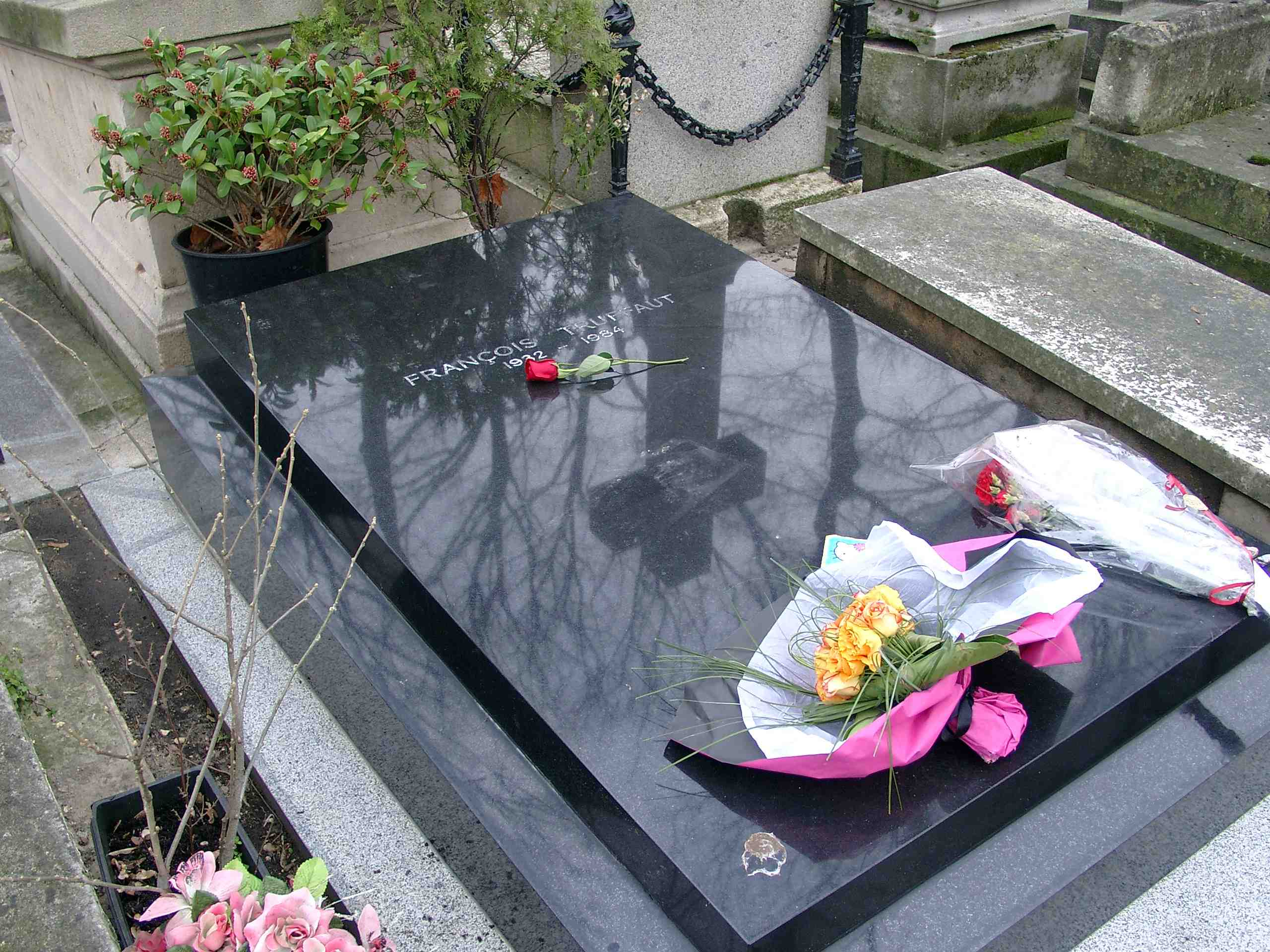
François Truffauts gravvård.

François Truffaut avled 52 år gammal på ett sjukhus i Neuilly-sur-Seine till följd av en hjärntumör. Han är begravd på Montmartrekyrkogården i Paris.

## Filmografi
- 1955 – Une visite (kortfilm)
- 1957 – Smygtittarna (kortfilm)
- 1959 – De 400 slagen
- 1959 – Till sista andetaget (endast manus)
- 1960 – Skjut på pianisten!
- 1960 – Lätting i lumpen (viceregissör)
- 1961 – Une histoire d'eau
- 1962 – Antoine och Colette (kortfilm)
- 1962 – Jules och Jim
- 1964 – Den lena huden
- 1966 – Fahrenheit 451
- 1968 – Bruden bar svart
- 1968 – Stulna kyssar
- 1969 – Sirenen från Mississippi
- 1970 – Vilden
- 1970 – Älskar – älskar inte
- 1971 – Två systrar och Claude
- 1972 – En skön tjej som mej
- 1973 – Dag som natt
- 1975 – Berättelsen om Adèle H.
- 1976 – Fickpengar
- 1977 – Mannen som älskade kvinnor
- 1977 – Närkontakt av tredje graden
- 1978 – Det gröna rummet
- 1979 – Kärlek på flykt
- 1980 – Sista tåget
- 1981 – Kvinnan i huset bredvid
- 1983 – Äntligen söndag!